# Jan Gadomski (astronom)
Jan Gadomski (ur. 24 czerwca 1889 w Czatkowicach (obecnie osiedle Krzeszowic), zm. 2 stycznia 1966 w Warszawie) – polski astronom, popularyzator astronomii i kosmonautyki.

## Życiorys
Urodził się w rodzinie Kazimierza i Marii z Wieniawa-Długoszowskich. W Krakowie ukończył Szkołę św. Barbary, następnie w 1908 r. III Gimnazjum im. Króla Jana Sobieskiego, po czym podjął studia astronomiczne na Wydziale Filozoficznym Uniwersytetu Jagiellońskiego, które ukończył w 1914 r. Ukończył także jednoroczny kurs abiturientów Akademii Handlowej w Krakowie.  

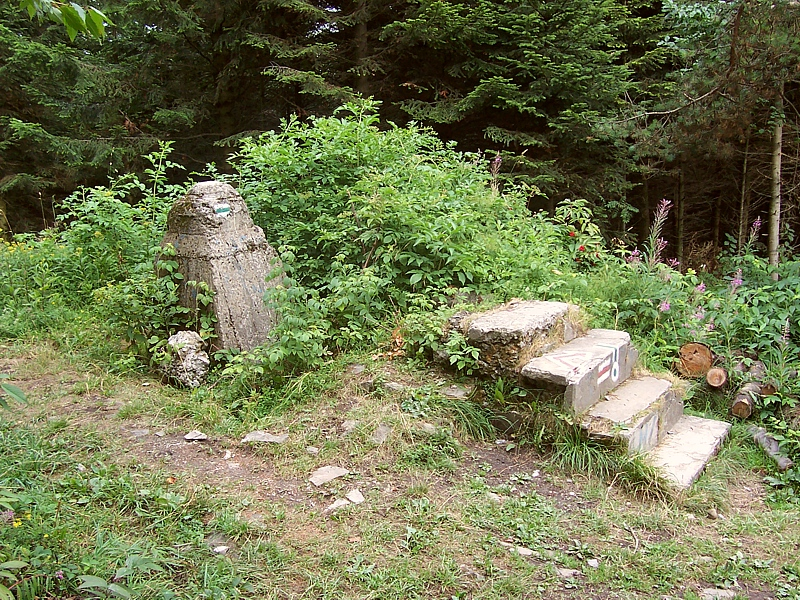
Ruiny stacji na Lubomirze

Od 1919 r. pracował jako asystent Tadeusza Banachiewicza w Obserwatorium Astronomicznym UJ, a od roku 1927 był adiunktem w Obserwatorium Warszawskim. W 1922 r. założył Stację Obserwacyjną na Lubomirze (Przygolezi), w której pracował (wraz z żoną Marią) przez dwa lata. Brał też aktywny udział w tworzeniu pierwszego w Polsce wysokogórskiego (na szczycie Pop Iwan) Obserwatorium Astronomiczno-Meteorologicznego im. Marszałka J. Piłsudskiego. W 1925 r. obronił pracę doktorską napisaną pod kierunkiem prof. Tadeusza Banachiewicza. W 1929 r. przez dwa miesiące zaznajamiał się z obsługą fotometru wizualnego w obserwatorium astronomicznym Uniwersytetu Wiedeńskiego pod kierunkiem prof. Kazimierza Graffa. 
Jego badania naukowe obejmowały obserwacje gwiazd zmiennych zaćmieniowych, dokonał m.in. obserwacji 857 zaćmień Algola. W 1937 r. odbył dwumiesięczną ekspedycję fotometryczną do Dalmacji.
Zajmował się popularyzacją astronomii. Od 1930 r. zastąpił Tadeusza Banachiewicza w redagowaniu dodatku astronomicznego do Kalendarza Ilustrowanego Kuriera Codziennego. Był autorem podręczników astronomii dla liceów ogólnokształcących, wydanego w 1938 r. we Lwowie, współautorem (wraz z Eugeniuszem Rybką) podręcznika kosmologii z roku 1931 oraz licznych monografii astronomicznych. 
W czasie okupacji niemieckiej był współorganizatorem lotniczej służby meteorologicznej z ramienia AK pod ps. Radca). 
Po wojnie wraz z Michałem Kamieńskim współtworzył obserwatorium przy Uniwersytecie Warszawskim, po rozpoczęciu działalności uczelni został pełniącym obowiązki kierownika. Założył filię obserwatorium w Ostrowiku, gdzie umieścił instrumenty uratowane z obserwatorium na Popie Iwanie. W ramach powojennej odbudowy przejął instrumentarium astronomiczne z I Liceum Ogólnokształcącego im. Mikołaja Kopernika w Gdańsku. W  latach 1946–1950 redagował czasopismo Urania - Postępy Astronomii. W latach 1948–1949 był pierwszym prezesem Zarządu Głównego Polskiego Towarzystwa Miłośników Astronomii jako jego powojenny założyciel. W uznaniu zasług poniesionych dla PTMA i Uranii w 1949 r. otrzymał godność członka honorowego.
W 1953 r. został członkiem Komisji Gwiazd Zmiennych, a w roku 1963 członkiem Komisji Badania Fizycznego Planet Międzynarodowej Unii Astronomicznej. 19 stycznia 1955 r. został odznaczony Medalem 10-lecia Polski Ludowej. W 1964 r. otrzymał Nagrodę „Problemów” za osiągnięcia w dziedzinie popularyzowania nauki.
Założyciel i członek honorowy Akademickiego Związku Sportowego w Krakowie (w latach 1916–1922 prezes sekcji narciarskiej i wioślarskiej). Przed I wojną światową prowadził wycieczki zbiorowe w Tatry. W 1912 r. uczestniczył w zawodach narciarskich w Zakopanem. W 1918 r. był z ramienia AZS w Krakowie jednym z inicjatorów utworzenia Kompanii Wysokogórskiej Wojska Polskiego.  
Od 21 października 1922 r. był mężem Marii (Marianny) ze Skaleckich (1898–1982), pisarki i chemiczki. 
Zmarł w Warszawie, pochowany na cmentarzu Powązkowskim (kwatera 57-2-8).

## Wybrane publikacje
- Kosmografja: podręcznik dla szkół średnich (1931, wspólnie z Eugeniuszem Rybką)
- Astronomia: dla 2 kl. liceów ogólnokształcących, wydział humanistyczny i klasyczny (Książnica, Lwów, 1938)
- Zarys historii astronomii polskiej (Kraków, 1948)
- Człowiek tworzy własny firmament (Wydawnictwo „Iskry”, 1959)
- Na kosmicznych szlakach (Nasza Księgarnia, Warszawa, 1961)
- Powstanie kosmosu i jego życie (Nasza Księgarnia, Warszawa 1963)

- Poczet wielkich astronomów (1965)
- Astronomia popularna (współautor, 1967)

## Upamiętnienie
Imię Jana Gadomskiego od 1970 r. nosi krater Gadomski, położony na niewidocznej z Ziemi stronie Księżyca.
Jan Gadomski jest patronem ulic w Łodzi (od 1994), Toruniu i Krzeszowicach.